# Protestantyzm we Włoszech

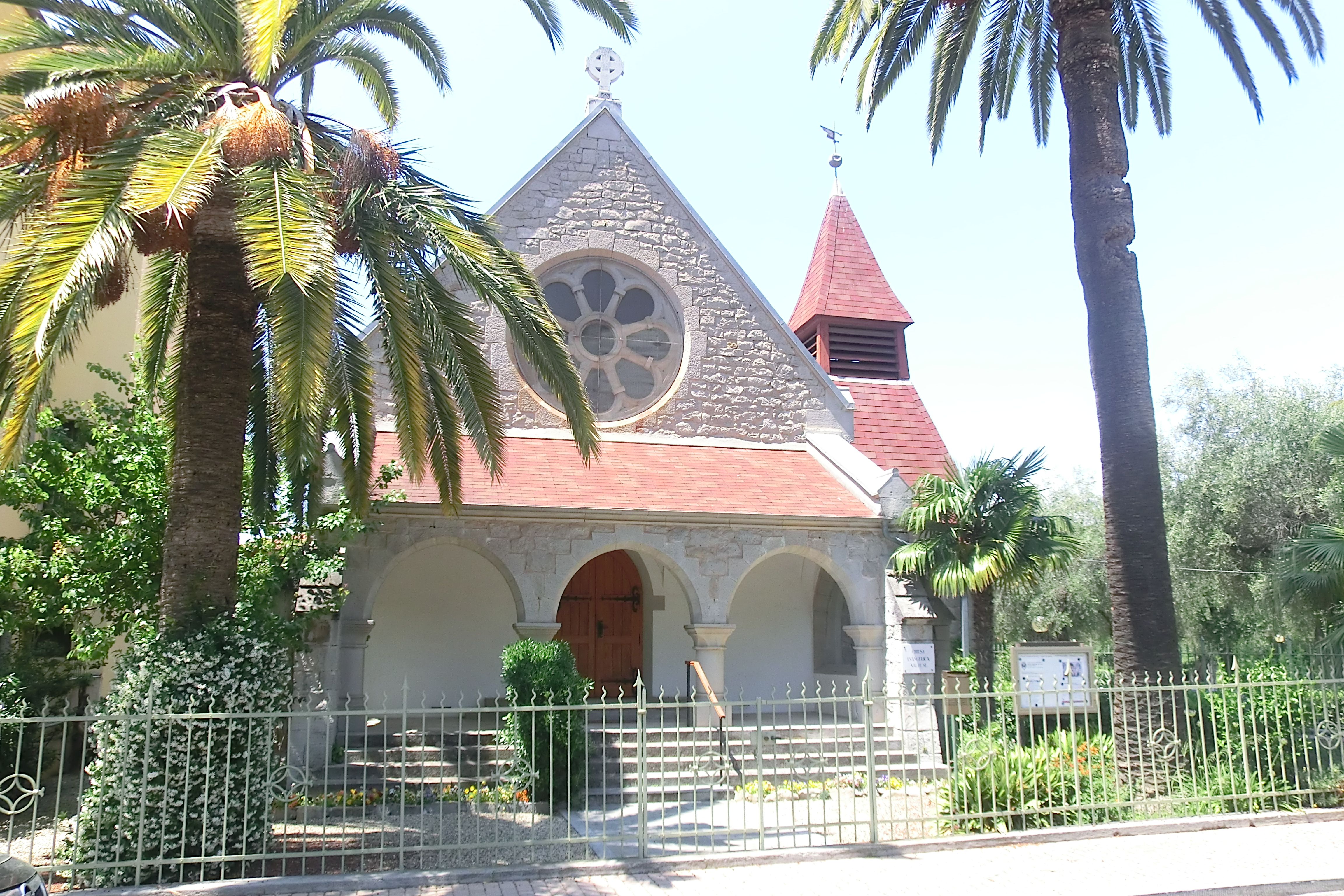
Kościół Waldensów w Bordighera

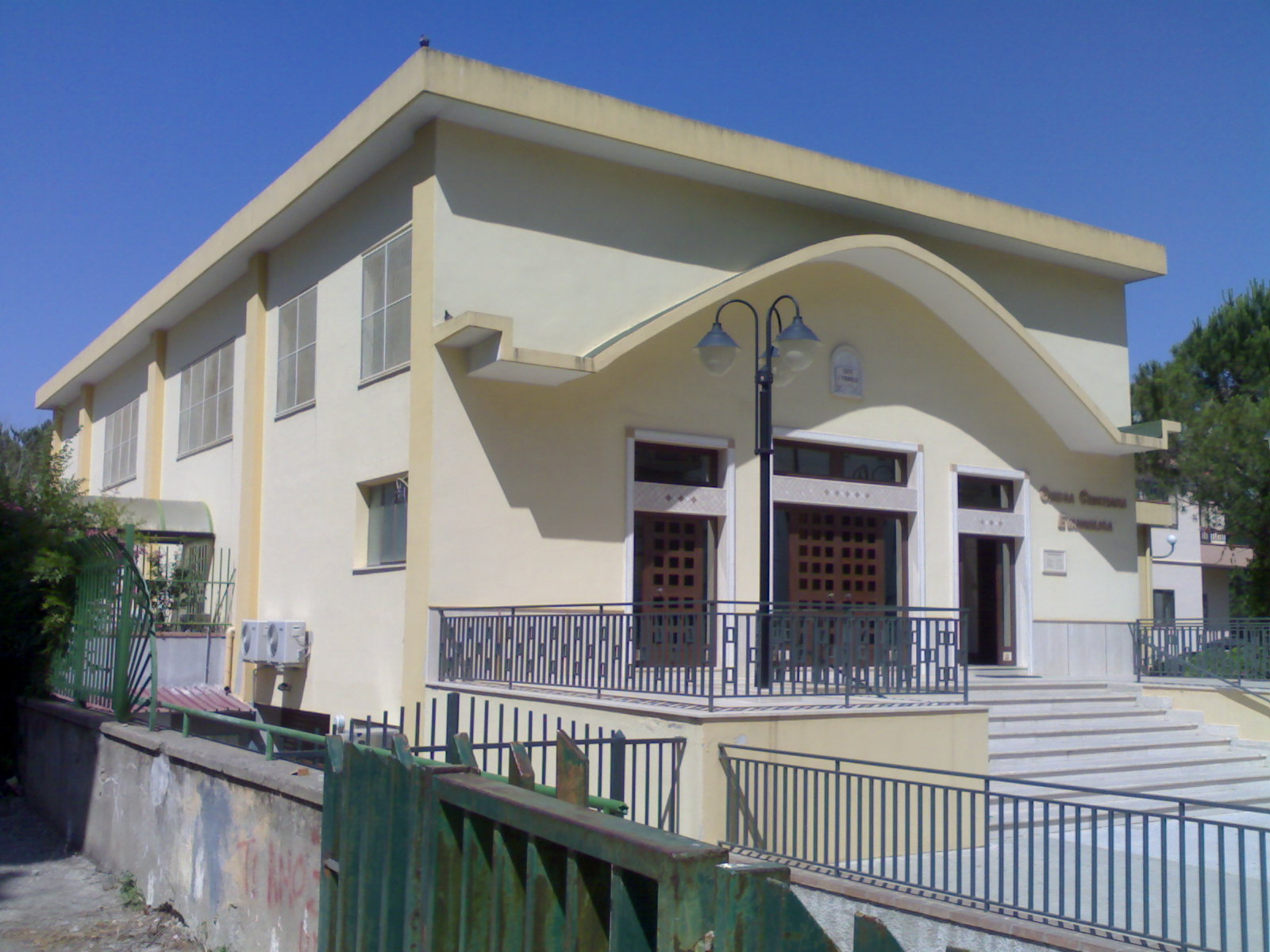
Zbór zielonoświątkowy w Crotone

Protestantyzm we Włoszech – jest chrześcijańską mniejszością w przeważającej mierze kraju katolickim. Według danych encyklopedii Cesnur w 2017 roku było we Włoszech 471,3 tys. protestantów posiadających obywatelstwo włoskie, a także 216,8 tys. nieposiadających obywatelstwa. Razem protestantyzm we Włoszech obejmuje 688 tysięcy osób.
Protestantyzm stanowi największą grupę mniejszościową wśród osób z obywatelstwem włoskim, wyprzedzając nawet wyznawców islamu.
Największym nurtem protestantyzmu we Włoszech jest ruch zielonoświątkowy, który obejmuje takie związki wyznaniowe jak Zbory Boże we Włoszech, Kościół Apostolski we Włoszech, a także członków etnicznych Kościołów pentekostalnych z Ameryki Łacińskiej, Afryki i Azji.
Według Operation World w 2010 roku we Włoszech było 450 tysięcy zielonoświątkowców. Obok Kościołów zielonoświątkowych działają tutaj także Kościoły „historyczne”: waldensów, metodystów, luteran i baptystów.

## Statystyka
Statystyka zgodnie z encyklopedią Cesnur (2017) obejmuje jedynie protestantów posiadających obywatelstwo włoskie:
| Kościoły                          | Liczba wiernych | Procent ludności |
| Kościoły zielonoświątkowe         | 340 000         | 0,56%            |
| Kościoły historyczne              | 71 600          | 0,12%            |
| Kościół Braterski                 | 21 800          | 0,036%           |
| Kościół Adwentystów Dnia Siódmego | 20 800          | 0,034%           |
| Wolne kościoły i uświęceniowcy    | 9100            | 0,015%           |
| Ruch restoracjonistyczny          | 5600            | 0,009%           |

Wśród osób nieposiadających obywatelstwa największe grupy stanowią zielonoświątkowcy i baptyści z Chin, Korei, Filipin i Afryki.
Liczba wyznawców największych denominacji protestanckich we Włoszech według Operation World, w 2010 roku przedstawia się następująco:
| Kościół                                | Liczba wiernych | Procent ludności |
| Zbory Boże                             | 170 000         | 0,28%            |
| Federacja Kościołów Zielonoświątkowych | 62 000          | 0,1%             |
| Międzynarodowy Kościół Ewangeliczny    | 36 500          | 0,06%            |
| Ewangeliczny Kościół Braterski         | 28 000          | 0,05%            |
| Kościół Metodystów i Waldensów         | 24 800          | 0,04%            |
| Zielonoświątkowe Zbory Chrześcijańskie | 17 000          | 0,03%            |
| Kościół Ewangelicko-Luterański         | 7000            | 0,01%            |